# Promozione 1969-1970
Nella stagione 1969-1970 la Promozione era il quinto livello del calcio italiano. Il campionato è strutturato su vari gironi all'italiana su base regionale.
Nella stagione 1969-1970 solo in Piemonte, Lombardia, Liguria, Friuli-Venezia Giulia, Toscana, Marche, Lazio, Campania e Sardegna fu giocato il campionato di Promozione. Nelle altre regioni nella stessa stagione fu giocato il campionato di Prima Categoria.

## Campionati
Promozione
- Promozione Campania 1969-1970
- Promozione Friuli-Venezia Giulia 1969-1970
- Promozione Lazio 1969-1970
- Promozione Liguria 1969-1970
- Promozione Lombardia 1969-1970
- Promozione Marche 1969-1970
- Promozione Piemonte-Valle d'Aosta 1969-1970
- Promozione Sardegna 1969-1970
- Promozione Toscana 1969-1970

Prima Categoria
- Prima Categoria Abruzzo 1969-1970
- Prima Categoria Basilicata 1969-1970
- Prima Categoria Calabria 1969-1970
- Prima Categoria Emilia-Romagna 1969-1970
- Prima Categoria Friuli-Venezia Giulia 1969-1970
- Prima Categoria Puglia 1969-1970
- Prima Categoria Sardegna 1969-1970
- Prima Categoria Sicilia 1969-1970
- Prima Categoria Trentino-Alto Adige 1969-1970
- Prima Categoria Umbria 1969-1970
- Prima Categoria Veneto 1969-1970

## Veneto
In Veneto furono disputati 4 gironi di campionato di Prima Categoria quale qualificazione al nuovo campionato di Promozione 1970-71.

## Trentino-Alto Adige
In Trentino-Alto Adige il primo campionato di Promozione fu disputato nella stagione 1974-75.

## Emilia-Romagna
Il C.R. Emilia-Romagna inaugurò il campionato di Promozione nella stagione 1970-71.

## Toscana

### Classifica finale
|  | Pos. | Squadra                                         | Pt  | G   | V   | N   | P   | GF  | GS  | DR  |
|  | ---- | ----------------------------------------------- | --- | --- | --- | --- | --- | --- | --- | --- |
|  | 1.   | U.S. Forte dei Marmi, Forte dei Marmi           | 47  | 32  | 17  | 13  | 2   | 44  | 15  | +29 |
|  | 2.   | A.S. Camaiore, Camaiore                         | 41  | 32  | 16  | 9   | 7   | 37  | 23  | +14 |
|  | 3.   | Cecina                                          | 41  | 32  | 14  | 13  | 5   | 30  | 17  | +13 |
|  | 4.   | A.S. Figline, Figline Val d'Arno                | 37  | 32  | 12  | 13  | 7   | 36  | 24  | +12 |
|  | 5.   | A.S. Cuoiopelli, S. Croce sull'Arno             | 36  | 32  | 13  | 10  | 9   | 37  | 30  | +7  |
|  | 6.   | Piombino                                        | 35  | 32  | 11  | 13  | 8   | 26  | 23  | +3  |
|  | 7.   | U.S. Castelnuovo, Castelnuovo Garfagnana        | 34  | 32  | 11  | 12  | 9   | 32  | 24  | +8  |
|  | 8.   | Orbetello                                       | 34  | 32  | 14  | 6   | 12  | 36  | 42  | -6  |
|  | 9.   | U.S. Libertas, Tavarnelle Val di Pesa           | 30  | 32  | 9   | 12  | 11  | 39  | 35  | +4  |
|  | 10.  | U.S. Versilia Marmi, Querceta                   | 29  | 32  | 8   | 13  | 11  | 17  | 22  | -5  |
|  | 11.  | U.S. Sancascianese, San Casciano in Val di Pesa | 29  | 32  | 8   | 13  | 11  | 29  | 38  | -9  |
|  | 12.  | A.S. Barberino, Barberino di Mugello            | 28  | 32  | 10  | 8   | 14  | 29  | 40  | -11 |
|  | 13.  | U.S. Monsummanese, Monsummano Terme             | 28  | 32  | 9   | 10  | 13  | 30  | 29  | +1  |
|  | 14.  | A.S. San Miniato, San Miniato                   | 28  | 32  | 6   | 16  | 10  | 22  | 35  | -13 |
|  | 15.  | S.S. Audace, Portoferraio                       | 27  | 32  | 9   | 9   | 14  | 31  | 39  | -8  |
|  | 16.  | S.S. Castelfiorentino, Castelfiorentino         | 24  | 32  | 4   | 16  | 12  | 18  | 28  | -10 |
|  | 17.  | A.C. Impruneta, Impruneta                       | 16  | 32  | 5   | 6   | 21  | 15  | 44  | -29 |
|  |      |                                                 | 544 | 544 | 176 | 192 | 176 | 508 | 508 | 0   |

### Verdetti finali
- Spareggio 2. Posto (a Monsummano Terme 7/6/1970): Camaiore-Cecina 2-1
- San Miniato retrocesso e successivamente ripescato.

## Marche

### Squadre partecipanti
| Squadra                   | Città                          | Stagione precedente |
| ------------------------- | ------------------------------ | ------------------- |
| A.S. Biagio Nazzaro       | Chiaravalle (AN)               |                     |
| G.S. Castelfidardo        | Castelfidardo (AN)             |                     |
| A.S. Cupramontana         | Cupramontana (AN)              |                     |
| A.S. Cuprense             | Cupra Marittima (AP)           |                     |
| S.S. Ennio Passamonti     | Camerino (MC)                  |                     |
| U.S. Falco                | Acqualagna (PS)                |                     |
| A.S. Falconarese          | Falconara Marittima (AN)       |                     |
| S.S. Forsempronese        | Fossombrone (PS)               |                     |
| U.S. Fortitudo Fabrianese | Fabriano (AN)                  |                     |
| U.S. Metaurense           | Calcinelli di Saltara (PS)     |                     |
| S.S. Moie                 | Moie di Maiolati Spontini (AN) |                     |
| U.S. Osimana              | Osimo (AN)                     |                     |
| S.S. Portorecanati        | Porto Recanati (MC)            |                     |
| S.S. Robur                | Grottammare (AP)               |                     |
| A.S. San Crispino         | Porto Sant'Elpidio (AP)        |                     |
| U.S. Tolentino            | Tolentino (MC)                 |                     |

### Classifica finale
|  | Pos. | Squadra              | Pt | G  | V  | N  | P  | GF | GS | DR  |
|  | ---- | -------------------- | -- | -- | -- | -- | -- | -- | -- | --- |
|  | 1.   | Ennio Passamonti     | 44 | 30 | 18 | 8  | 4  | 59 | 24 | +35 |
|  | 2.   | Falconarese          | 42 | 30 | 16 | 10 | 4  | 37 | 16 | +21 |
|  | 3.   | Tolentino            | 40 | 30 | 12 | 16 | 2  | 35 | 16 | +19 |
|  | 4.   | Forsempronese        | 36 | 30 | 13 | 10 | 7  | 38 | 27 | +11 |
|  | 5.   | Fortitudo Fabrianese | 33 | 30 | 11 | 11 | 8  | 38 | 24 | +14 |
|  | 6.   | Biagio Nazzaro       | 31 | 30 | 11 | 9  | 10 | 30 | 30 | 0   |
|  | 7.   | Portorecanati        | 30 | 30 | 11 | 8  | 11 | 36 | 34 | +2  |
|  | 8.   | Osimana              | 29 | 30 | 10 | 9  | 11 | 33 | 36 | -3  |
|  | 8.   | Castelfidardo        | 29 | 30 | 9  | 11 | 10 | 31 | 37 | -6  |
|  | 10.  | Cuprense             | 28 | 30 | 8  | 12 | 10 | 21 | 25 | -4  |
|  | 10.  | San Crispino         | 28 | 30 | 10 | 8  | 12 | 31 | 35 | -4  |
|  | 12.  | Cupramontana         | 27 | 30 | 7  | 13 | 10 | 29 | 32 | -3  |
|  | 13.  | Metaurense           | 25 | 30 | 8  | 9  | 13 | 27 | 33 | -6  |
|  | 14.  | Falco Acqualagna     | 23 | 30 | 7  | 11 | 12 | 24 | 39 | -15 |
|  | 15.  | Robur Grottammare    | 17 | 30 | 5  | 7  | 18 | 27 | 58 | -31 |
|  | 16.  | Moie                 | 16 | 30 | 3  | 10 | 17 | 26 | 56 | -30 |

Legenda:
      Promosso in Serie D 1970-1971.
      Retrocesso in Prima Categoria.
Regolamento:
Due punti a vittoria, uno a pareggio, zero a sconfitta.
In caso di arrivo di due o più squadre a pari punti in zona retrocessione, le retrocessioni sarebbero state decise utilizzando la differenza reti generale.
Pari merito in caso di pari punti per le squadre non in zona promozione.

## Umbria
Il Comitato Regionale Umbro organizzò un campionato di Prima Categoria ed inaugurò il campionato di Promozione nella stagione 1976-77.

## Molise
Le squadre molisane erano aggregate al C.R. Campano.

## Abruzzo
Il C.R. Abruzzo inaugurò il campionato di Promozione nella stagione 1970-71.

## Campania

### Girone A

#### Classifica finale
|  | Pos. | Squadra                                       | Pt | G  | V  | N  | P  | GF | GS | DR  |
|  | ---- | --------------------------------------------- | -- | -- | -- | -- | -- | -- | -- | --- |
|  | 1.   | U.S. Puteolana, Pozzuoli                      | 51 | 30 | 23 | 5  | 2  | 58 | 15 | +43 |
|  | 2.   | S.P. Barrese, Barra-Napoli                    | 47 | 30 | 19 | 9  | 2  | 50 | 16 | +34 |
|  | 3.   | A.S. Alba XXIII, Pozzuoli                     | 39 | 30 | 14 | 11 | 5  | 43 | 21 |     |
|  | 4.   | Juve San Vito                                 | 37 | 30 | 13 | 11 | 6  | 35 | 18 | +17 |
|  | 5.   | Pol. Afragolese, Afragola                     | 36 | 30 | 15 | 6  | 9  | 38 | 28 | +10 |
|  | 6.   | Pol. Acerrana, Acerra                         | 33 | 30 | 11 | 11 | 8  | 38 | 22 | +16 |
|  | 7.   | U.S. Aenaria, Lacco Ameno                     | 32 | 30 | 12 | 8  | 10 | 39 | 21 | +18 |
|  | 8.   | U.S. Juve-Gladiator, Santa Maria Capua Vetere | 29 | 30 | 8  | 13 | 10 | 28 | 32 | -4  |
|  | 9.   | A.S. Posillipo, Napoli                        | 27 | 30 | 8  | 11 | 11 | 24 | 34 | -10 |
|  | 10.  | A.C. Interfrattese, Frattamaggiore            | 26 | 30 | 6  | 14 | 10 | 36 | 37 | -1  |
|  | 11.  | U.S. Mondragonese, Mondragone                 | 26 | 30 | 8  | 10 | 12 | 28 | 39 | -11 |
|  | 12.  | U.P. Sibilla Juve, Bacoli                     | 26 | 30 | 6  | 14 | 10 | 25 | 40 | -15 |
|  | 13.  | A.C. Ilva Bagnolese, Bagnoli di Napoli        | 24 | 30 | 8  | 8  | 14 | 30 | 38 | -8  |
|  | 14.  | U.S. Arzanese, Arzano                         | 22 | 30 | 6  | 10 | 14 | 18 | 38 | -20 |
|  | 15.  | A.C. Juve S.A.F.F.A., Napoli                  | 18 | 30 | 6  | 6  | 17 | 22 | 55 | -33 |
|  | 16.  | S.S. Giugliano, Giugliano in Campania         | 7  | 30 | 1  | 5  | 24 | 15 | 66 | -51 |

#### Verdetti finali
- Puteolana promossa in Serie D 1970-1971
- Arzanese, Juve SAFFA e Giugliano retrocesse in Promozione 1970-1971

### Girone B

#### Classifica finale
|  | Pos. | Squadra                           | Pt | G  | V  | N  | P  | GF | GS | DR  |
|  | ---- | --------------------------------- | -- | -- | -- | -- | -- | -- | -- | --- |
|  | 1.   | A.S. Palmese, Palma Campania      | 43 | 30 | 18 | 7  | 5  | 44 | 15 | +29 |
|  | 2.   | A.C.Pomigliano, Pomigliano d'Arco | 41 | 30 | 16 | 9  | 5  | 45 | 18 | +27 |
|  | 3.   | U.S. Pollese, Polla               | 41 | 30 | 17 | 7  | 6  | 56 | 30 | +26 |
|  | 4.   | Pro Salerno                       | 39 | 30 | 14 | 11 | 5  | 48 | 18 | +30 |
|  | 5.   | G.S. Ebolitano, Eboli             | 37 | 30 | 13 | 11 | 6  | 29 | 19 | +10 |
|  | 6.   | S.S.C. A. Diaz, Ottaviano         | 33 | 30 | 11 | 11 | 8  | 29 | 30 | -1  |
|  | 7.   | U.S. Nolana, Nola                 | 32 | 30 | 13 | 6  | 11 | 43 | 39 | +4  |
|  | 8.   | Alba Turris, Torre del Greco      | 32 | 30 | 11 | 10 | 9  | 36 | 34 | +2  |
|  | 9.   | S.S. Ercolanese, Ercolano         | 29 | 30 | 10 | 9  | 11 | 45 | 47 | -2  |
|  | 10.  | S.S. Leonida Gragnano, Gragnano   | 29 | 30 | 12 | 5  | 13 | 50 | 49 | +1  |
|  | 11.  | U.S. Cicciano, Cicciano           | 27 | 30 | 9  | 9  | 12 | 45 | 45 | 0   |
|  | 12.  | A.P. Scafatese, Scafati           | 23 | 30 | 6  | 11 | 13 | 19 | 28 | -9  |
|  | 13.  | U.S. Agropoli, Agropoli           | 23 | 30 | 8  | 7  | 15 | 27 | 45 | -18 |
|  | 14.  | S.C. Sapri, Sapri                 | 22 | 30 | 8  | 6  | 16 | 31 | 51 | -20 |
|  | 15.  | U.S. Mariglianese, Marigliano     | 20 | 30 | 5  | 10 | 15 | 27 | 49 | -22 |
|  | 16.  | Pol. Sarnese, Sarno               | 9  | 30 | 2  | 5  | 23 | 12 | 68 | -56 |

### Verdetti finali
- Palmese promossa in Serie D 1970-1971
- Sapri, Mariglianese e Sarnese retrocesse in Promozione 1970-1971

### Finale
| Arbitro: | D'Angelo (Caserta) |

|                                   |           |                            |
| Parisio 10’, 67’ Arcella 38’, 85’ | Marcatori | 35’ De Cesare 83’ Del Duca |

### Verdetti finali
Puteolana Campione Campano di Promozione 1969-1970

## Puglia
Il C.R. Puglia inaugurò il campionato di Promozione nella stagione 1970-71.

## Basilicata
Il C.R. Basilicata inaugurò il campionato di Promozione nella stagione 1976-77.

## Calabria
Il C.R. Calabria inaugurò il campionato di Promozione nella stagione 1970-71.

## Sicilia
Il C.R. Sicilia inaugurò il campionato di Promozione nella stagione 1970-71.

## Sardegna

### Classifica finale
|  | Pos. | Squadra                                   | Pt | G  | V  | N  | P  | GF | GS | DR  |
|  | ---- | ----------------------------------------- | -- | -- | -- | -- | -- | -- | -- | --- |
|  | 1.   | U.S. Guspini, Guspini                     | 46 | 30 | 18 | 10 | 2  | 40 | 9  | +31 |
|  | 2.   | S.S.R. Decimoputzu, Decimoputzu           | 40 | 30 | 14 | 12 | 4  | 36 | 22 | +14 |
|  | 3.   | U.S. Arborea, Arborea                     | 36 | 30 | 12 | 12 | 6  | 32 | 23 | +9  |
|  | 4.   | U.S. Nuorese, Nuoro                       | 35 | 30 | 12 | 11 | 7  | 35 | 20 | +15 |
|  | 5.   | Pol. Bonorva, Bonorva                     | 32 | 30 | 10 | 12 | 8  | 25 | 20 | +5  |
|  | 6.   | S.S. Oschirese, Oschiri                   | 32 | 30 | 10 | 12 | 8  | 29 | 25 | +4  |
|  | 7.   | Pol. Ilvarsenal, La Maddalena             | 32 | 30 | 10 | 14 | 8  | 30 | 28 | +2  |
|  | 8.   | A.C.R. Sant'Elena, Quartu S.Elena         | 31 | 30 | 8  | 15 | 7  | 23 | 13 | +10 |
|  | 9.   | Pol. Carbonia, Carbonia                   | 31 | 30 | 9  | 13 | 8  | 35 | 27 | +8  |
|  | 10.  | Pol. Seunis, Thiesi                       | 31 | 30 | 11 | 9  | 10 | 34 | 28 | +6  |
|  | 11.  | U.S. Arbus, Arbus                         | 29 | 30 | 7  | 15 | 8  | 25 | 24 | +1  |
|  | 12.  | A.S. Macomer, Macomer                     | 28 | 30 | 8  | 12 | 10 | 24 | 35 | -11 |
|  | 13.  | G.S. Luisiana, Arzachena                  | 24 | 30 | 8  | 8  | 14 | 23 | 31 | -8  |
|  | 14.  | C.S. Bosa, Bosa                           | 20 | 30 | 7  | 6  | 17 | 22 | 39 | -17 |
|  | 15.  | U.S. Palau, Palau                         | 18 | 30 | 3  | 12 | 15 | 19 | 47 | -28 |
|  | 16.  | A.C. Cortoghiana, Cortoghiana di Carbonia | 15 | 30 | 2  | 11 | 17 | 17 | 44 | -27 |

- Errore di 14 reti nella differenza gol fatti/gol subiti.

### Libri
- Annuario F.I.G.C. 1969-1970 - Roma (1970), conservato presso:
  - tutti i Comitati Regionali F.I.G.C.-L.N.D.;
  - la Lega Nazionale Professionisti;
  - Biblioteca Nazionale Centrale di Firenze.
- Almanacco del calcio regionale Trentino-Alto Adige di Antenisco Gianotti e Sergio Braghini - 1992 Bolzano - Tipografia Presel.
- Bergamo in campo - 1905-1994 il nostro calcio, i suoi numeri di Pietro Serina (L'Impronta edizioni - Bergamo, 1994) conservato presso le Biblioteche: Nazionale Braidense di Milano, "Angelo Mai" di Bergamo-Città Alta e Nazionale Centrale di Firenze.
- Dai "Prati di Caprara" a "Internet" un cammino lungo 90 anni (C.R.Emilia-Romagna dal 1910 al 2000) di Daniele Cacozza (Bologna 31 dicembre 2000) scaricabile online in formato pdf qui.
- C.R.Lazio - Una storia lunga 95 anni di Roberto Avantaggiato e Rolando Mignini edito il 31 ottobre 2004 dal Comitato Regionale Lazio della F.I.G.C. Lega Nazionale Dilettanti.
- Orbetello 1908 - Un secolo di pallone in laguna di Alessandro Orrù, Carlo Fontanelli, Iano Caporali - GEO Edizioni.
- " Carbonia, Carbosarda - passione per la squadra biancoblu " di Franco Reina - Ed. Giampaolo Cirronis.
- Emozioni in rete - Storia fotografica della Scafatese di Guglielmo Formisano - Ed. GM-Calamos.

### Giornali
- Archivio della Gazzetta dello Sport, stagione 1969-1970, consultabile presso le Biblioteche:
  - Biblioteca Nazionale Braidense di Milano;
  - Biblioteca Nazionale Centrale di Firenze;
  - Biblioteca Nazionale Centrale di Roma;
  - Biblioteca Civica Berio di Genova;
  - e presso Emeroteca del C.O.N.I. di Roma (non è online ma è da consultare in sede).